# 女山湖
女山湖是一个位于中国安徽省明光市的淡水湖，面积约为107.32平方千米，属于淮河区。它的一级流域为淮河流域，二级流域为淮河干流水系。
女山湖大闸蟹是中国地理标志产品。